# Acraea ochrafasciata
Acraea ochrafasciata är en fjärilsart som beskrevs av Stoneham 1936. Acraea ochrafasciata ingår i släktet Acraea och familjen praktfjärilar. Inga underarter finns listade i Catalogue of Life.